# Заир
Заир, официально Респу́блика Заи́р (фр. République du Zaïre) — название Демократической Республики Конго с 27 октября 1971 по 17 мая 1997 года.

## История
С 27 октября 1971 года государство получило новое название — Республика Заир (Заир — искажённое португальцами название реки Конго — Нзари, Мванза — на местных языках) в рамках политики диктатора Мобуту. Католическая церковь видела в «аутентичности» угрозу, так как христианство пришло в Конго с западными миссионерами. Священники выступили против искоренения европейских имён, но под давлением властей были вынуждены отказаться от них. Заирский кардинал Малула подвергся осуждению как «ренегат» и был выселен из правительственной резиденции, а в феврале 1972 года и вовсе был вынужден на три месяца покинуть страну. В конце того же года все теле- и радиопрограммы религиозной направленности были запрещены, а молодёжные церковные движения распущены в пользу партийного. Перед этим на съезде НПР было объявлено о преобразовании партийных ячеек в воинские отряды, хотя ранее вооружённые силы оставались вне политики. С целью избежать этнических конфликтов в вооружённых силах для представителей одной национальности была установлена квота в 25 процентов на подразделение.
В 1974 году официальной идеологией стал «мобутизм», объединивший идеи заирского национализма, «аутентичности» и прагматизма. Теперь упор делался на изучение взглядов главы государства, который «сливался с народом воедино». В том же году был основан партийный институт. Мобутизм отождествлял себя с религией: 

Бог послал нам великого пророка, нашего славного вождя Мобуту — нашего освободителя, нашего мессию. Наша церковь — НДР. … Наше учение — мобутизм.— министр внутренних дел Ингула
 Идеи мобутизма были закреплены в новой конституции, принятой в 1974 году. Она провозглашала единство партии и президента, наделяла его полномочиями назначать членов политбюро Народного движения революции, правительства, парламента, обязывала граждан «поддерживать революцию» и гарантировала их базовые права. По новому основному закону все жители Заира являлись членами Народного движения революции. Несмотря на то, что конституция ограничивала правление президента двумя пятилетними сроками, несколько уменьшала его полномочия и предусматривала возможность его импичмента политбюро, лично Мобуту стоял вне этих норм. В этом же году церковные школы были на 18 месяцев национализированы, Рождество отменено как государственный праздник, а демонстрация религиозных артефактов в храмах строго ограничена.

### Культ личности

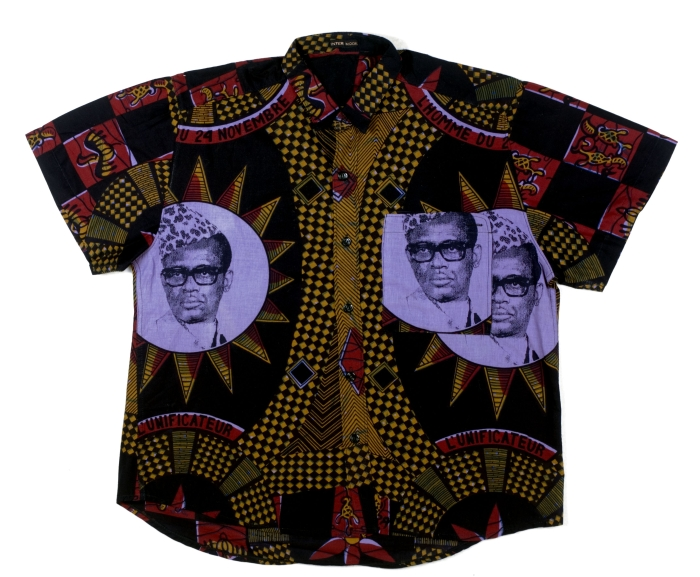
Рубашка с портретом Мобуту из коллекции амстердамского Tropenmuseum

С принятием мобутизма государственной идеологией в 1974 году прославление президента достигло пика. Его называли «отцом нации», «отцом-основателем» и «рулевым», портреты Мобуту часто печатались на первых полосах газет, размещались в общественных местах и в домах граждан, в честь него исполнялись многочисленные песни. Озеро Альберт стало носить имя президента. В начале 1975 года официальным СМИ на несколько недель запретили называть кого-либо из чиновников по имени, кроме главы государства, вместо этого предписав упоминать лишь должности. Культ личности Мобуту выстраивался на сравнении его с племенным вождём и покойным Лумумбой, последователем которого пропаганда объявила президента. Лумумба, чьё почитание тот на самом деле пытался ослабить, был объявлен «национальным героем», однако со временем власти стали уделять меньше внимания памяти покойного: мемориал на ферме близ Лубумбаши, где премьер-министр был убит в 1961 году, пришёл в упадок, а в 1974 году годовщина его смерти впервые не отмечалась официально. Мобуту прославляли и за «каманьольское чудо» в октябре 1964 года, когда к югу от Букаву он лично повёл в бой в беспорядке отступившие войска и вместе с ними захватил стратегически важный мост. В 1975 году была сформирована элитная «Каманьольская» дивизия, в подготовке которой приняли участие северокорейцы. О трости, с которой ходил президент, распространялись слухи, будто бы её можно поднять лишь силами двадцати человек, однако сам он делал это без посторонней помощи. В Гемене матери Мобуту был воздвигнут памятник, а после её смерти крупнейший в стране столичный детский госпиталь стал носить её имя.

### Оппозиция режиму
К 1973 году оппозиционные группировки перенесли базы с Великих озёр в горы. В 1975 году боевики похитили четверых иностранных биологов, изучавших местных приматов, но после выплаты части запрошенного выкупа освободили учёных. Повстанческий анклав не был ликвидирован и в 1980-х годах.

#### Конфликт в Шабе
После провозглашения Анголой независимости в 1975 году ФНОК поддержал МПЛА и участвовал в борьбе против заирской интервенции, а 8 марта 1977 года вторгся в провинцию Шаба. Правительственные войска почти не оказывали сопротивления и отступали в беспорядке. Среди факторов, приведших к их поражению, были низкий боевой дух, невыплата заработной платы и недостаток припасов, многие из которых всплывали на чёрном рынке. Подвергшийся репрессиям офицерский корпус формировался из родственных народности Мобуту этнических групп. В середине апреля французские власти принудили Марокко оказать режиму помощь войсками и вооружением и предоставили марокканцам авиатранспорт, и в течение недели они практически без боя вернули под контроль местных властей зоны, занятые повстанцами. К концу мая от них были очищена вся провинция. Местное население зачастую с подозрением относилось к бойцам Фронта, не до конца понимая его цели и опасаясь возмездия со стороны правительства. После освобождения Шабы оно развернуло насильственную кампанию «умиротворения», в результате которой примерно 200 000 человек бежало в Анголу.
13 мая 1978 года мятежники заняли город Колвези. Вторжению предшествовала подпольная работа, вылившаяся в массовый невыход на работу местных шахтёров 12 мая, организацию сети сторонников ФНОК и закладку оружейных тайников, однако дальнейших планов у повстанцев не было. 19 мая они были выбиты из города французскими и бельгийскими десантниками. Американцы оказали им поддержку бомбардировками с воздуха и предоставили самолёты. Поток беженцев, опасавшихся репрессий, увеличился, однако новой волны реакции не последовало. 23 мая несколько сотен бойцов Фронта пересекли ангольскую границу с награбленным в Колвези имуществом. Несмотря на краткосрочность, конфликт повлёк существенное число жертв. Вскоре бельгийцы и французы вывели войска из страны. В Шабе разместились «Межафриканские миротворческие силы», состоявшие из 1500 марокканских солдат и небольших подразделений из пяти африканских государств, имевших тесные связи с Францией и Заиром. Из-за угрозы мятежа некоторые заирские отряды были разоружены властями. Дорогостоящие вложения в вооружённые силы не окупились, и военный бюджет, в 1970-х годах составлявший 10—11 процентов ВВП, подвергся сокращению.

### Политика демократизации
С падением большей части коммунистических режимов Заир потерял своё стратегическое значение, и отношения с Бельгией, США и Францией ухудшились. Под международным давлением и после охвативших страну массовых демонстраций 24 апреля 1990 года Мобуту Сесе Секо объявил о переходе к многопартийной системе и создании «национального собрания», которое выразило намерение существенно ослабить его власть и назначить премьер-министром оппозиционного политика Этьена Тшисекеди, а также призвало к проведению выборов. Президент играл на противоречиях между своими политическими противниками, которые сформировали более 200 партий, многие из которых подкупал Мобуту, и этнических конфликтах. Он проигнорировал ограничение своих полномочий членами собрания, а затем и вовсе удалился в Гбадолите в более чем 1500 км к северу от Киншасы и заставил министров ездить туда и обратно. В мае того же года неизвестные расстреляли студентов в общежитии университета в Лубумбаши, вслед за тем в отношении оппозиционных активистов последовала волна насилия и арестов.
16 октября 1991 года после сентябрьского солдатского бунта в столице Тшисекеди, выдвинутый коалицией ведущих политических противников режима, занял пост премьер-министра и сразу же попытался установить контроль над центральным банком, который глава государства использовал для личного обогащения и подкупа. 19 октября новый председатель правительства обнаружил, что его кабинет закрыт, а 22 октября был отправлен в отставку. В январе 1992 года в обращение были введены пятимиллионные купюры. Оппозиционные активисты убедили владельцев столичных магазинов не принимать их, и недовольные этим военнослужащие вновь подняли бунт, в который вмешалась и президентская гвардия. Последствия произошедшего были ещё плачевнее, чем в сентябре 1991 года. В январе 1993 года заирские солдаты застрелили французского посла. По некоторым сведениям, он был ликвидирован как обладавший информацией о подготовке покушения на Тшисекеди.
В том же году в ходе конфликта между властями и оппозицией в государстве сложилось двоевластие, к концу года преодолённое формированием временного Верховного совета, однако сторонники президента заняли в новом органе господствующее положение. В апреле 1994 года была принята временная конституция, разрешавшая Мобуту остаться во главе страны, а в июне в качестве компромиссной фигуры при поддержке Франции пост премьер-министра занял Кенго ва Дондо. Выборы президента и парламента неоднократно откладывались, в феврале 1996 года в отставку было отправлено 23 министра, которых Кенго заподозрил в нелояльности. К концу правления Мобуту его реальная власть распространялась на несколько сотен километров от столицы, остальная же часть Заира контролировалась местной элитой, имевшей значительную автономию от центрального руководства.

### Свержение Мобуту
В 1994 году в соседней Руанде начался геноцид народа тутси народом хуту. Вскоре Руандийский патриотический фронт, сформированный тутси, захватил власть, и массовые убийства прекратились. Опасаясь возмездия, более 2 миллионов хуту бежали в заирские провинции Северное и Южное Киву, где при поддержке властей начали вооружаться с целью вернуть власть на родине и развернули военную кампанию против новых руандийских властей и конголезских тутси. В 1996 году Мобуту, в тот период постоянно находившийся во Франции и Швейцарии на лечении от рака простаты, лишил гражданства руандоговорящих тутси, живших в Киву. 7 октября губернатор провинции Южное Киву отдал им приказ покинуть её. 24 октября 1996 года ополчение тутси захватило Увиру, 30 октября — столицу Южного Киву Букаву, а 1 ноября вошло в столицу Северного Киву Гому. Атакам подверглись и лагеря беженцев. Восстание было подготовлено и активно поддержано Руандой, которая вооружала и тренировала повстанцев. Руандийские офицеры участвовали в разработке планов боевых операций, а в ряде случаев войска этой страны вели бои в Заире. Низкий боевой дух и задолженность по заработной плате привели к отсутствию организованного сопротивления со стороны правительственных войск, так что борьба с повстанцами велась в основном силами беглых руандийских частей, наёмников и боевиков УНИТА, чьи базы располагались на территории страны. Местные жители, недовольные грабежом со стороны конголезских солдат, приветствовали восстание. 17 декабря 1996 года Мобуту вернулся на родину.
Вооружённую оппозицию возглавил Лоран-Дезире Кабила, ставший во главе Альянса демократических сил за освобождение Конго, включившего четыре группировки, среди которых было и ополчение тутси. Поначалу большую роль в АДСОК играл один из командиров боевиков Кисасе Нганду, осуществлявший руководство войсками, однако в январе 1997 года он был убит. К апрелю 1997 года в руки повстанцев перешли Шаба и Касаи, а 17 мая пала Киншаса. Страна была переименована в Демократическую Республику Конго. Конфликт ознаменовался малыми интенсивностью боевых действий и потерями среди солдат, но большим числом жертв среди гражданского населения, в особенности среди беженцев-хуту. Экс-президент бежал сначала в Того, затем в Марокко, где и умер от рака простаты 7 сентября 1997 года.

## Экономика
Богатый медью Заир в правление Мобуту стал зависим от мировых цен на неё. В 1967—1974 годах стоимость этого полезного ископаемого была высока: в 1965—1974 годах доходы страны от его продажи выросли в шесть раз, добыча увеличилась на 50 процентов. По совету МВФ и Всемирного банка власти страны инвестировали туда имевшийся в их распоряжении частично заёмный капитал. В 1973 году правительство провозгласило начало «заиризации» — экспроприации фирм, принадлежащих иностранцам, в 1974 году она распространилась на все этапы производства и реализации готовой продукции. В ходе национализации многие предприятия малого и среднего бизнеса, ранее находившиеся под контролем зарубежных инвесторов, перешли в руки президентского окружения и служили для его обогащения.
За счёт бюджета были построены новые школы и колледжи, обучение в них стало полностью бесплатным, студентам средних специальных и высших учебных заведений выплачивалась стипендия. В 1985 году под давлением Международного валютного фонда эти меры были отменены. Для провинций были введены квоты на обучение в университетах и военных академиях. На водопадах Ливингстона был сооружён каскад гидроэлектростанций «Инга», в столичной провинции Малуку начал работу крупный металлургический завод. С 1970 года Заир активно брал кредиты за границей, и к концу 1975 года государственный долг составлял почти 3 миллиарда долларов. Весной 1974 года цены на медь упали больше чем наполовину, а на нефть, наоборот, увеличились. В ходе дипломатического турне по Ближнему Востоку Мобуту не удалось уговорить арабские государства сделать на неё скидку. Состояние конголезской экономики усугублялось тем, что иностранные советники, в большом числе приглашённые в государство, не верили в стабильность местной экономики и сделали ставку на импорт и на иностранные займы: если ранее Заир был крупным сельскохозяйственным экспортёром, то к 1992 году импортировал около 60 процентов продовольствия. ЦБ начал печатать деньги, что привело к гиперинфляции, за год составлявшей 60—80 процентов. В 1977 году дефицит бюджета составил 32 процента.
К концу 1980-х годов экономическое положение в стране ухудшилось, увеличилась зависимость от займов Франции, Бельгии и США. Продолжающееся падение цен на медь, многолетнее отсутствие инвестиций в добывающую отрасль и забастовки рабочих, недовольных зарплатой, привели к снижению добычи полезных ископаемых: если в 1974 году было добыто около 500 тысяч тонн меди, то в 1991 году — всего 300. Ещё одной экономической проблемой Заира была массовая неуплата налогов и таможенных пошлин и кража этих поступлений чиновниками. В 1976 году по предложению МВФ были предприняты ограниченные меры по стабилизации экономики, в 1980-х годах по рекомендации Фонда были осуществлены дальнейшие реформы. В 1990 году страна оказалась не в состоянии выполнить условия соглашения с МВФ от прошлого года, и ранее хорошие отношения с ним значительно ухудшились. В том же году Бельгия, США и Франция прекратили оказывать режиму финансовую помощь. Инфляция в 1991 году составила около 1000 процентов. Если в августе 1989 года обменный курс составлял 500 заиров за доллар, то на конец 1991 года за него давали 19 000 заиров. 23 сентября того же года солдаты, недовольные невыплатой заработной платы в четыре доллара в месяц, взбунтовались в Киншасе. Неделя беспорядков унесла жизни более ста человек. Летом 1991 года десятки тысяч людей стали жертвами финансовой пирамиды, обещавшей 800-процентный доход по вкладам. В 1988—1995 годах номинальный ВВП упал на 40 процентов. К 1997 году госдолг составлял примерно 14 миллиардов долларов. Большинство граждан выживали благодаря теневой экономике. По разным оценкам, Мобуту и его окружение присвоили из бюджета от 4 до 10 миллиардов.

## Внешняя политика

Мобуту и президент США Никсон, 1973 год

В 1969—1975 годах президент ДРК активно путешествовал по континенту и за его пределами, стремясь привлечь иностранных инвесторов и предлагая свои услуги в качестве посредника в разрешении конфликтов между африканскими странами. Тесные личные отношения у Мобуту установились с лидерами Руанды Хабиариманой, Бурунди Мичомберо, Танзании Ньерере, Замбии Каундой и Уганды Амином. Контакты с Народной Республикой Конго из-за конфликта интересов в Анголе оставались напряжёнными. В 1973 году Заир повернулся к исламскому миру и разорвал отношения с Израилем.
Хоть в серии турне по Ближнему Востоку и не удалось договориться о скидке на нефть, в конце концов связи обернулись положительным результатом: во время конфликта в Шабе режим поддержали Марокко, Египет, Саудовская Аравия и Судан, а в 1977 году Ливия проспонсировала вторую очередь строительства предприятий добывающих отраслей.
Декларируемая Мобуту «неприсоединяемость» позволила более-менее наладить отношения с Советским Союзом, и в апреле 1968 года в Киншасе открылось советское посольство. В 1970 году власти выслали дипломатов по обвинению в «подрывной деятельности», а в 1971 году объявили двадцать чиновников из стран соцблока персонами нон грата. В ноябре 1974 года было объявлено о предстоящем через месяц визите президента Заира в Москву, однако он так и не состоялся. В конце 1971 года Китай рассорился с Народной Республикой Конго, и в январе 1972 года Мобуту прилетел в Пекин, где заключил соглашения о субсидировании развития сельского хозяйства в размере 100 млн долларов и военно-технической помощи ангольским повстанцам.
В 1974—1975 году после отзыва лояльного президенту Заира американского посла отношения с США, недовольными разрывом официальных контактов с Израилем, ухудшились. Мобуту, в свою очередь, был недоволен расследованием деятельности ЦРУ комитетом Палаты представителей, что могло пролить свет на его причастность к убийству Лумумбы. В июне 1975 года конголезский лидер обвинил Штаты в подготовке его свержения и убийства. Заир был необходим американцам в качестве базы для вмешательства в ангольскую войну, и вскоре прежний посол вернулся в Киншасу.
В 1968 году наметилось потепление в отношениях с Бельгией, чьи компании инвестировали в заирскую экономику, однако в 1970 году оно сошло на нет. В начале 1971 года на короткий период времени было введено эмбарго на бельгийские товары. Противостояние режима и церкви не нравилось христианско-демократическим кругам бывшей метрополии. В 1972 году связи вновь начали укрепляться, чему положила конец начатая в 1973 году национализация, однако к концу 1975 года состояние конголезской экономики заставило властей искать компромисс. Франция в президентство Жискар д’Эстена установила с Заиром довольно тесные отношения: в частности, в 1975—1980 годах через двоюродного брата французского президента выделила более 500 млн долларов на модернизацию местных телекоммуникаций, на что не дали деньги западные кредиторы. Выполнение контракта было поручено ещё одному кузену Жискар д’Эстена. Заир закупал и французские вооружения.

### Гражданская война в Анголе
В апреле 1974 года в Португалии произошёл государственный переворот, открывший дорогу провозглашению независимости Анголы. Ещё с 1960 года конголезские власти поддерживали повстанческую группировку ФНЛА, чьи лагеря располагались на территории ДРК. Боевикам оказывало помощь и ЦРУ, а после укрепления заирско-китайских связей в 1973 году — и КНР. Помимо региональных интересов, Мобуту надеялся присоединить богатый нефтью ангольский эксклав Кабинду и опасался появления ещё одного соседнего социалистического государства. В сентябре 1974 года на тайной встрече его и генерала Спинолы была достигнута договорённость о создании коалиционного правительства во главе с лидерами ФНЛА Холденом Роберто и УНИТА Жонашем Савимби, однако в том же месяце Спинола был свергнут. По состоянию на 1974 год ФНЛА был наиболее сильной группировкой среди ангольских повстанцев. В начале 1975 года СССР стал поставлять больше оружия боевикам МПЛА. Летом того же года в Анголу прибыли кубинские военные советники. Примерно в это же время китайцы прекратили поддерживать ФНЛА, а Заир начал всерьёз рассматривать интервенцию в страну, против чего выступила часть командования конголезских вооружённых сил.
Вторжение началось в июле 1975 года силами четырёх-пяти батальонов, причём за день до этого заирские части вошли в Кабинду при поддержке местных сепаратистов. В августе того же года в Анголу ввела войска ЮАР. В октябре Заир и отряды ФНЛА начали наступление на столицу Луанду, в то время как южноафриканцы, получившие подкрепление, вместе с боевиками ФНЛА и УНИТА продвигались с юга страны. В ноябре 1975 года началась кубинская интервенция. В знак протеста против американского и южноафриканского вмешательства в войну на сторону МПЛА встал Африканский союз. В том же месяце благодаря применению кубинцами РСЗО ФНЛА и заирские части удалось остановить менее чем в 32 километрах от Луанды и обратить в бегство. Разрозненные отряды занялись грабежом. Начальный этап войны завершился победой МПЛА.

## Административно-территориальное деление
| Провинция       | Центр      | Площадь, км² |
| --------------- | ---------- | ------------ |
| Бандунду        | Бандунду   | 295 658      |
| Верхний Заир    | Кисангани  | 503 239      |
| Восточное Касаи | Мбужи-Майи | 170 302      |
| Западное Касаи  | Кананга    | 154 742      |
| Катанга         | Лубумбаши  | 496 877      |
| Киншаса         | Киншаса    | 9965         |
| Маниема         | Кинду      | 132 250      |
| Нижний Заир     | Матади     | 53 920       |
| Северное Киву   | Гома       | 59 483       |
| Экваториальная  | Мбандака   | 403 292      |
| Южное Киву      | Букаву     | 65 070       |

## Спорт

### Чемпионат мира по футболу
В 1974 году сборная Заира квалифицировалась на Чемпионат мира по футболу 1974, в котором она проиграла Шотландии со счётом 0:2, Бразилии со счётом 0:3, и Югославии с крупным счётом 0:9.
- 1978 — забрала заявку
- 1982 — не прошла квалификацию
- 1986 — не участвовала
- 1990 по 1994 — не прошла квалификацию

### Кубок африканских наций
- 1972 — 4-е место
- 1974 — чемпион
- 1976 — групповой этап
- 1978 — не участвовала
- 1980 — не прошла квалификацию
- 1982 — не прошла квалификацию
- 1984 — забрала заявку
- 1986 — не прошла квалификацию
- 1988 — групповой этап
- 1990 — не прошла квалификацию
- 1992 — ¼ финала
- 1994 — ¼ финала
- 1996 — ¼ финала

### Рейтинг ФИФА
- 1992 — 60-е место
- 1993 — 71-е место
- 1994 по 1995 — 68-е место
- 1996 — 66-е место
- 1997 — 76-е место (низкий)
- 1998 — 62-е место
- 1999 — 59-е место (высокий)